# Attentat auf Kaiser Franz Joseph I. 1853

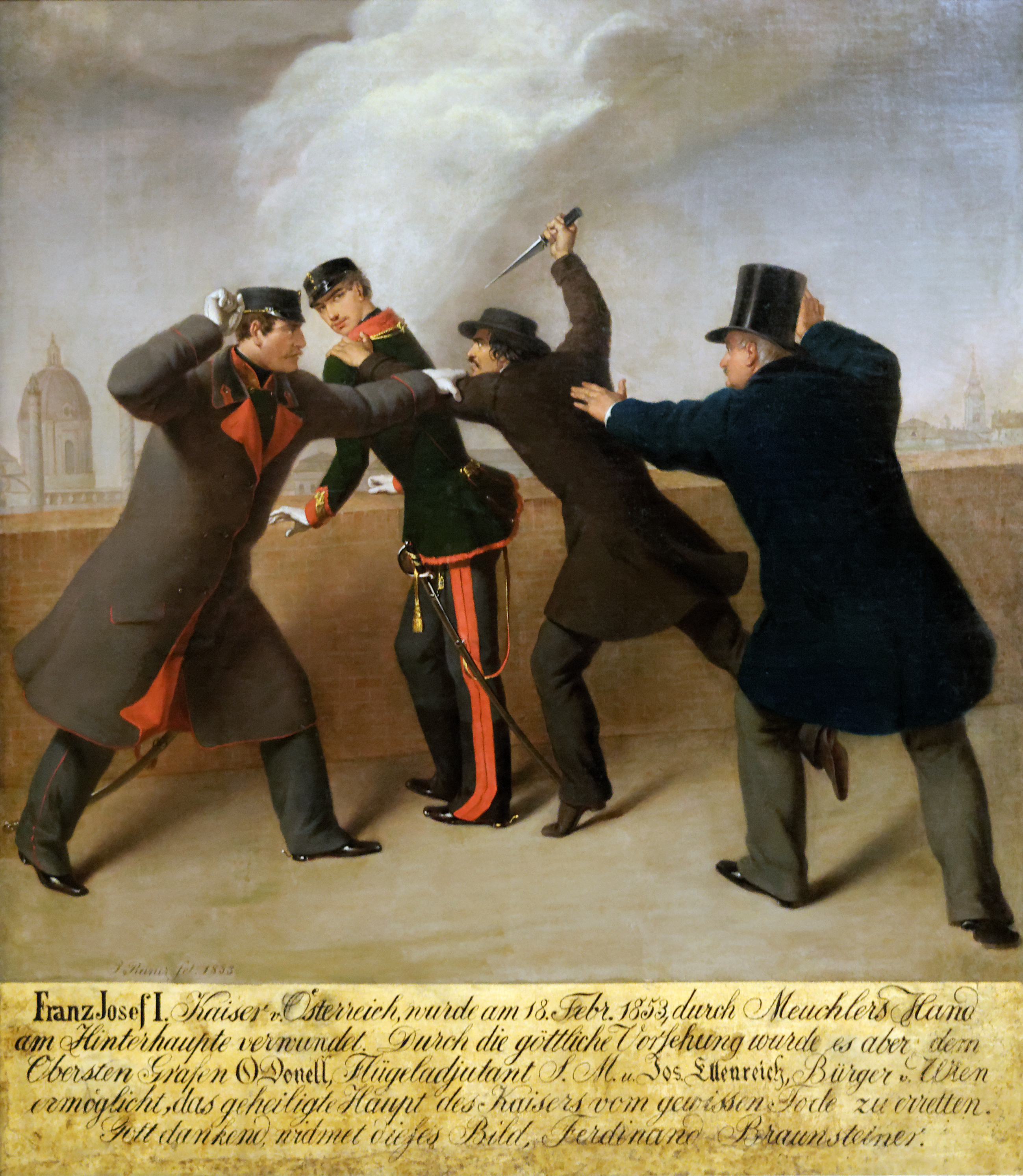
Attentat von 1853.
Gemälde von Johann Reiner (auch Johann Joseph Rainer, Wien Museum)

Das Attentat auf Kaiser Franz Joseph I. vom 18. Februar 1853 ist eines der berühmtesten misslungenen Attentate in der Geschichte Österreichs.

## Das Attentat
Das Attentat auf den damaligen jungen Kaiser wurde von János Libényi, einem ungarischen Schneidergesellen, ausgeführt. Er war ein ehemaliger Husar in Wien und versuchte, Franz Joseph I. mit einem Küchenmesser zu ermorden. Der Kaiser ging am Tag des Attentates auf der Kärntnertor-Bastei in Wien spazieren, als sich János Libényi auf ihn stürzte. Der Stoß konnte größtenteils durch den Adjutanten Graf O’Donnell abgewehrt werden. Der österreichische Kaiser erlitt eine Wunde unterhalb des Hinterkopfes, der Attentäter wurde durch den Adjutanten mit einem Säbel niedergestreckt. Der herbeieilende Fleischhauer Josef Ettenreich half ihm hierbei. János Libényi wurde festgenommen, zum Tode verurteilt und acht Tage später, am 26. Februar 1853, bei der Spinnerin am Kreuz (nicht wie oft fälschlich angenommen auf der Simmeringer Haide) durch den Strang hingerichtet.
Das mögliche Motiv für den Mordversuch an Kaiser Franz Joseph I. ist bis heute nicht eindeutig geklärt. Als wahrscheinlich gelten nationale ungarische Motive, die einen Sturz der österreichischen Herrschaft herbeiführen sollten.

## Nachwirkungen

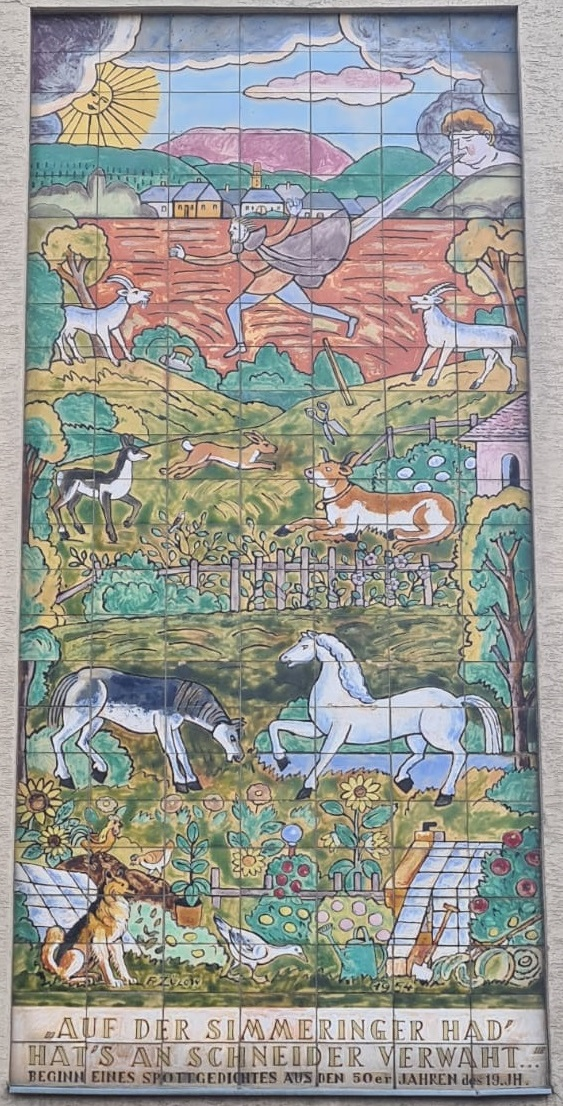
Spottlied über Libényi auf einem Hauswand in Simmering

Die beiden Lebensretter von Kaiser Franz Joseph I., Graf O’Donnell und Josef Ettenreich, wurden beide auf dem Heldenberg verewigt. Der Fleischhauer Ettenreich wurde zudem geadelt. Franz Josephs Bruder, Erzherzog Ferdinand Maximilian, der spätere Kaiser von Mexiko, rief nach dem Attentat „zum Dank für die Errettung Seiner Majestät“ zu Spenden auf, um in Wien eine neue Kirche zu bauen. Die Kirche sollte als Votivgabe (Dankgeschenk) der Völker der Monarchie für die Errettung Franz Josephs errichtet werden. 300.000 Bürger folgten dem Spendenaufruf. Am 24. April 1879 wurde die Votivkirche Wien schließlich geweiht. Das Bauprojekt unmittelbar vor den in den 1850ern noch bestehenden Wiener Stadtmauern war ein wesentlicher Impuls zur Verwirklichung des Ringstraßenprojekts.
Ein italienischer Gelehrter aus Padua, der von dem Attentat erfahren hatte, schickte dem Kaiser als Zeichen „innigster Theilnahme an der glücklichen Wiedergenesung“ eine einzigartige Sammlung von über hundert gut erhaltenen fossilen Fischen, die heute zum Teil im Naturhistorischen Museum in Wien ausgestellt sind.
Johann Strauss (Sohn) komponierte nach dem missglückten Attentat den Kaiser Franz Joseph I.-Rettungs-Jubelmarsch (Op. 126), in dessen Trio die österreichische Kaiserhymne eingearbeitet wurde.
Bald nach dem missglückten Attentat entstand ein bis heute bekanntes Spottlied über den Schneidergesellen János Libényi.
Auf der Simmeringer Had’, hat’s an Schneider verwaht,
es g’schicht ihm schon recht, warum sticht er so schlecht.
Auf der Simmeringer Had’, hat’s an Schneider verwaht,
mit der Nadel samt dem Öhr, samt dem Zwirn und der Scher’.
Auf der Simmeringer Had’, hat’s an Schneider verwaht,
allen sei es a Lehr, er lebt nimmermehr.
Und Leut’ln hurcht’s auf, der Wind hört schon auf,
gang er allerweil so furt, war ka Schneider mehr durt.